# 15. лички корпус
15. лички корпус је био корпус у саставу Српске војске Крајине. Он је био формиран у јесен 1992. године од бившег Зонског штаба Територијалне одбране за Лику и 79. кореничке бригаде посебних јединица милиције и дијелова јединица из некадашње Територијалне одбране. Команданти корпуса су били: пуковник Милан Шупут и генерал-мајор Стево Шево. Начелник штаба је био пуковник Милан Ђаковић.
Корпус је био лоциран на територији Лике и бранио је границу РСК према Хрватској од Мале Капеле до Малог Алана на Велебиту, административну границу према Републици Српској и према Петом корпусу муслиманске Армије РБиХ. На југозападу и југоистоку корпус је остваривао непосредну везу са јединицама 7. сјевернодалматинског корпуса СВК, а на сјевероистоку и сјеверозападу са јединицама 21. кордунашког корпуса СВК.
Уз ангажовање припадника корпуса, обновљен је рад спортских друштава у градовима: Кореница, Грачац, Доњи Лапац, Удбина, Плашки, Врховине. Пружана је помоћ у раду и функционисању Националног парка Плитвичка језера, те у раду владиних и невладиних организација и других установа.

## Организација
Састав 15. корпуса:
- Команда (Кореница)
- 9. моторизована бригада (Грачац)
- 18. пешадијска бригада (Бунић)
- 50. пешадијска бригада (Врховине)
- 70. пешадијска бригада (Плашки)
- 103. лака пешадијска бригада (Доњи Лапац)
- 17. мешовити артиљеријски дивизион (Удбина)
- 81. позадинска база (Жељава)
- 37. гранични батаљон (Личко Петрово Село)